# Hugo Alberto Mott
Hugo Alberto Mott (Tinogasta, 1928 - 25 de agosto de 2023) fue un médico y político argentino, que ejerció como gobernador de la provincia de Catamarca entre 1973 y 1976.

## Biografía
Nacido y criado en Tinogasta, se recibió de médico y trabajó en su ciudad natal. Se identificó con el peronismo por el rechazo que sentía por la forma inhumana en que eran tratados los peones golondrina que viajaban desde su provincia natal y la vecina La Rioja a la zafra azucarera en Tucumán. Comenzó en la política a los 14 años, a militar activamente vinculado al mundo obrero y la zafra. Su madre manejaba la finca de viñedos y una bodega que producía 4 millones de litros de vino.
Propuesto como precandidato por la Unión Justicialista del Oeste[cita requerida],  por influencia del exgobernador Vicente Leonides Saadi el Congreso provincial del Partido Justicialista lo nombró candidato con el voto de la totalidad de sus miembros Fue elegido gobernador por el 64% de los votos, el porcentaje más alto que haya recibido un gobernador de esa provincia frente al 15%; el MPC (Movimiento Popular Catamarqueño) y el 15% del radicalismo que salió tercero.
Desarrolló un plan de salud que comprendía toda la provincia y firmó con las provincias vecinas un Acta de Reparación Histórica, que inició la promoción industrial en ellas. Ordenó la construcción de un monumento al caudillo federal Felipe Varela, que no fue construido hasta 30 años más tarde, y llevó sus restos mortales a su provincia natal, Catamarca. en materia vial se asfaltó con nuevo trazado el camino de la capital de Catamarca a Andalgalá, y la construcción de rutas que acortara la distancia entre la ciudad de Capital y las ciudades del interior provincial, destacándose las nuevas rutas a las ciudades de Santa María, Tinogasta y Fiambalá. Se modernizaron y ampliaron la capacidad del embalse El Jamuel, Sumampa, Las Pirquitas y duplicando la capacidad del dique La Cañada. Y llevó a delante la construcción del Dique Collagasta y 113 km de canales de riego en el Río Tala y otros 47 en Río Chico. Se dotó de asfalto y hospitales a los pueblos de Tinogasta, Belén, Pomán, y Chumbicha. También se construyeron varias escuelas rurales en los departamentos de El Alto y La Paz.
La mayor parte de su obra de gobierno fue llevada a cabo por la Dirección General de Planeamiento, bajo la conducción de Federico Argerich y Luis Maubecín. Entre otras obras, se planificó el complejo hidroeléctrico Potrero del Clavillo, que debía construirse en coordinación con la provincia de Tucumán, y que debería haber producido 445 millones de kW anuales. El proyecto fue realizado en su primera versión en la década de 1960, y en 1974 fue oficialmente inaugurado, con la construcción de un obrador y algunas instalaciones menores. Después del golpe de Estado de marzo de 1976, el Ministro de Economía Martínez de Hoz ordenó detener las obras y destinó los fondos asignados a las mismas a otros destinos, entre ellos el estadio mundialista de Mar del Plata.
Durante su mandato se produjo la masacre de Capilla del Rosario, en la cual catorce guerrilleros del Ejército Revolucionario del Pueblo que habían intentado copar un regimiento fueron fusilados tras rendirse. Mott no tuvo injerencia alguna en los hechos, y en esa fecha estaba en Buenos Aires, Además durante su gestión se firmaron convenios con el gobierno de la presidenta María Estela Martínez de Perón para coordinar acciones contra los grupos guerrilleros.
Fue depuesto y arrestado en la mañana del 24 de marzo de 1976, al iniciarse la dictadura conocida última dictadura. Fue depuesto y reemplazado por el jefe del Regimiento de Infantería Aerotransportada 17, Carlos Alberto Lucena, quién reemplazó y detuvo al Gobernador constitucional Hugo Alberto Mott junto a la totalidad de su gabinete. También cayeron en prisión numerosos dirigentes políticos, sindicales, estudiantiles y sociales, que fueron trasladados a penales y centros de detención clandestinos dentro y fuera de la misma. Mott sufrió torturas psicológicas y trabajos forzados.
Después del regreso de la democracia, estuvo durante años ligado al saadismo y posteriormente se pasó a la oposición, alineado con el Frente Cívico y Social, dirigido por Oscar Castillo.
Fue durante varios años director médico de Policlínico del Docente, el sanatorio de la Obra Social Para la Actividad Docente (OSPLAD) ubicado en las calles Lavalle y Ayacucho.
Para las elecciones de 2009 fue candidato a senador por Catamarca en el frente Catamarca Federal, quedando en quinto lugar con el 3% de los votos.